# Fußballspiel AS Adema – SOE Antananarivo 2002
Das Fußballspiel AS Adema – SOE Antananarivo 2002 wurde am 31. Oktober 2002 im Stade Olympique Emyrne in Antananarivo, der Hauptstadt Madagaskars, ausgetragen. Das Spiel endete 149:0. SOE Antananarivo hatte während des Spiels der THB Champions League, der ersten madagassischen Fußballliga, aus Protest gegen eine Schiedsrichterentscheidung in der vorangegangenen Partie Eigentore geschossen. Bis heute ist das Ergebnis der höchste dokumentierte Sieg in einem Fußballspiel.

## Vorgeschichte
Ging damals die 1. madagassische Liga regulär zu Ende, wurde danach eine Meisterschaftsrunde unter den vier in der Tabelle am besten platzierten Vereinen ausgetragen. Diese vier Vereine bildeten also eine eigene Gruppe, in der jeder gegen jeden jeweils zweimal (auswärts und zuhause) spielen musste. Meister wurde der Gruppen-Erste. 2002 wurde die Meisterschaftsrunde zwischen den Mannschaften AS Adema, Domoina Soavina Atsimondrano, SOE Antananarivo und Union Sportive Ambohidratrimo ausgetragen. In den ersten vier Spielen erspielte der amtierende Meister SOE Antananarivo einen Sieg, zwei Remis und eine Niederlage und erreichte somit 5 Punkte. Rivale AS Adema hatte nach fünf Spieltagen dagegen schon 10 Punkte (drei Siege, ein Remis und eine Niederlage). Somit musste SOE Antananarivo das vorletzte Spiel gegen Domoina Soavina Atsimondrano gewinnen, um im letzten Spiel und im direkten Duell gegen AS Adema die Meisterschaft mit einem weiteren Sieg zu verteidigen. SOE Antananarivo führte kurz vor Schluss noch mit 2:1, bevor der Schiedsrichter der Partie, Benjamina Razafintsalama, Domoina einen von Antananarivo als unberechtigt empfundenen Elfmeter gab. Der Strafstoß wurde verwandelt und das Spiel ging mit 2:2 zu Ende, wodurch AS Adema bereits vor dem direkten Duell gegen SOE Antananarivo neuer Meister wurde.

## Konsequenzen
Infolge des nachfolgenden direkten Duells sperrte der madagassische Verband, die Fédération Malagasy de Football, den Trainer des unterlegenen Teams Ratsimandresy Ratsarazaka (dreijähriges Berufsverbot und landesweites Stadionverbot), den Torwart und Kapitän der Nationalmannschaft Mamisoa Razafindrakoto, den Spielführer Manitranirina Andrianiaina sowie die Spieler Nicolas Rakotoarimanana und Dominique Rakotonandrasana (jeweils Sperre bis Saisonende und Stadionverbot). Alle anderen Spieler von SOE erhielten dagegen Verwarnungen.
Das Spiel brach mehrere Weltrekorde zugleich: Der höchste Sieg in einem Fußballspiel überhaupt, die meisten Eigentore in einem Fußballspiel und eine Quote von etwa einem Eigentor alle 40 Sekunden.
FA-Historiker David Barber sagte über den Vorfall: „I’ve heard of a local league game in Nottingham that finished 50-2 and there was a 43-0 in an Austrian regional game before the second world war – but nothing this big.“ („Ich habe von einem örtlichen Spiel in Nottingham gehört, das 50:2 zu Ende ging und es gab da noch ein 43:0 in einem österreichischen Regionalspiel vor dem Zweiten Weltkrieg – aber nichts von dieser Größe.“)
Nicht nur das Ergebnis, sondern auch das Fehlen von Bild- und Videomaterial über dieses Spiel hat dem 149:0 in der internationalen Fußballszene Legendenstatus verliehen.